# Powiat Verzasca
Verzasca (wł. Circolo di Verzasca) – powiat w Szwajcarii, w kantonie Ticino, w okręgu Locarno. Siedziba administracyjna powiatu znajduje się w miejscowości Verzasca. 
Powiat składa się z jednej gminy (comune) o powierzchni 216,84 km² i o liczbie mieszkańców 855.

## Gminy
| Nazwa gminy | Liczba mieszkańców 31 grudnia 2021 | Powierzchnia km² |
| ----------- | ---------------------------------- | ---------------- |
| Verzasca    | 855                                | 216,84           |

## Zmiany administracyjne
- 18 października 2020
  - przyłączenie gmin Brione (Verzasca), Corippo, Frasco, Sonogno, Vogorno oraz gmin Gerra Valle i Lavertezzo Valle z powiatu Navegna do gminy Verzasca